# 미야오 고이치
미야오 고이치(일본어: 宮尾 孝一, 1993년 6월 15일 ~ )는 일본의 축구 선수이다.

## 구단 경력
그는 2016년부터 2022년까지 J리그의 YSCC 요코하마, FC 이마바리, 반라우레 하치노헤에서 활동하였다.